# Later...When the TV Turns to Static
Later...When the TV Turns to Static è il terzo album in studio del gruppo musicale scozzese Glasvegas, pubblicato nel 2013.

## Tracce
Testi e musiche di James Allan.
1. Later...When the TV Turns to Static – 5:23
2. Youngblood – 4:42
3. Choices – 3:56
4. All I Want Is My Baby – 2:51
5. Secret Truth – 3:56
6. I'd Rather Be Dead (Than Be with You) – 3:11
7. Magazine – 3:46
8. If – 4:28
9. Neon Bedroom – 4:11
10. Finished Sympathy – 8:22

## Disco bonus - Edizione Deluxe
1. Neon Bedroom Blues – 4:08
2. All I Want Is My Baby (Boden Sessions) – 2:51
3. Secret Truth (Boden Sessions) – 3:38
4. Youngblood (Boden Sessions) – 4:21
5. If (Boden Sessions) – 5:24
6. Magazine (Boden Sessions) – 3:48
7. No Her, No Hymn – 2:48
8. Vem Kan Segla Förutan Vind – 2:50

## Formazione
- James Allan – voce
- Rab Allan – chitarra
- Paul Donoghue – basso
- Jonna Löfgren – batteria